# Riudellots de la Creu
Riudellots de la Creu es una entidad de población española del municipio de Palol de Rebardit, perteneciente a la provincia de Gerona, en la comunidad autónoma de Cataluña.

## Historia
Hacia mediados del siglo XIX, el lugar, ya por entonces perteneciente a Palol de Rebardit, tenía contabilizada una población de 89 habitantes. Aparece descrito en el decimotercer volumen del Diccionario geográfico-estadístico-histórico de España y sus posesiones de Ultramar de Pascual Madoz con las siguientes palabras:

RIUDELLOTS DE LA CREU: l. en la prov., part. jud. y dióc. de Gerona (1 1/2 leg.), aud. terr., c. g. de Barcelona, ayunt. de Palol de Rebardit. sit. á orillas del torrente de su nombre, con buena ventilacion y clima templado y sano; las enfermedades comunes son fiebres intermitentes. Tiene 30 casas, y una igl. parr. (San Martin) servida por un cura de ingreso de provision real y ordinaria. El térm. confina N. La Mota; E. Montcalt; S. Sarriá, y O. San Andrés de Rabos. El terreno es de secano, de mediana calidad, con algun bosque arbolado de pinos y encinas; le cruzan varios caminos locales y la carretera provincial de Gerona á Barcelona. prod.: trigo, legumbres, vino y aceite; cria ganado lanar, y alguna caza. pobl.: 18 vec., 89 alm. cap. prod.: 1.479,600. imp.: 36,990.
(Madoz, 1849, p. 501)

En 2022, tenía empadronados 133 habitantes.

## Patrimonio
Hay en el lugar una iglesia de San Martín.